# Cortinarius danicus
Cortinarius danicus är en svampart som beskrevs av Høil. 1984. Cortinarius danicus ingår i släktet Cortinarius och familjen spindlingar.  Arten är reproducerande i Sverige. Inga underarter finns listade i Catalogue of Life.